# Órbita polar
Una órbita polar es una órbita que pasa por encima de los polos de un planeta o muy cerca de ellos, es decir la inclinación de la órbita es cercana a los 90 grados. Un satélite en órbita polar pasa sobre cada punto del planeta cuando este gira sobre su eje.

## Tipos de órbitas polares

### Órbita sincrónica polar
La determinación de período T polares síncronos órbitas realizadas en δ = 0 mediante la fórmula: T = 2 πk / Nk · ωW donde:
- T - periodo orbital
- π - número Pi
- k - multiplicidad orbital[1]
- Nk - orden órbita naves espaciales[2]
- ωЗ - velocidad angular de la rotación de la Tierra
- δ - desplazamiento angular de la ruta

Para las órbitas, cuyo período es un múltiplo de días, la fórmula de cálculo será: T = 2 π / nd· ω З , donde nd es el número de días.
El periodo T y la altura de las órbitas síncronas polares circulares para algunos multiplicidad diaria nd se muestran en la Tabla . Aquí h = r-R , donde:
- h — es la altura de la órbita en el perigeo
- r — es el radio de la órbita de la nave espacial
- R — es el radio medio de la Tierra

| N.º n / n | nс | T , min | h , km  |
| --------- | -- | ------- | ------- |
| 1         | 16 | 89,75   | 272,45  |
| 2         | 15 | 95,73   | 564,40  |
| 3         | 14 | 102,57  | 890,70  |
| 4         | 13 | 110,46  | 1258,33 |
| 5         | 12 | 119,67  | 1676,34 |

### Órbita quasi sincrónica polar
El período de órbitas quasi síncronas polares con | δ | = d se determina mediante la fórmula: T = 2 πk - δ / N k · ωЗ .
Y para las órbitas de la multiplicidad diaria por la fórmula: T = 2 πk - δ / n con · ωЗ .

## Utilidad
Las órbitas polares se utilizan principalmente para la teledetección desde el espacio para estudiar y controlar los recursos naturales de la Tierra, estudiar la dinámica de procesos y fenómenos naturales, recopilar información sobre el estado de los territorios en la superficie del planeta. Por este motivo tiene utilidad tanto militar (satélites de reconocimiento), como civil: científicos (como el estudio de la atmósfera), agrícolas, así como para algunos satélites meteorológicos. La constelación de satélites Iridium también utiliza una órbita polar para proporcionar servicios de telecomunicaciones. Otra aplicación son los satélites de salvamento marítimo Cospas-Sarsat.
La naturaleza y la duración del reconocimiento de las áreas investigadas de la superficie de la Tierra, así como la trayectoria de la órbita están determinadas por los parámetros de las órbitas de la nave espacial. Tales parámetros de las órbitas como el período de revolución de la nave espacial, la excentricidad, la inclinación de la órbita y otros, en gran medida determinan la calidad de la información recibida por los satélites, la velocidad de recepción y la transferencia de las estaciones satélites a las terrestres. Cuanto menor es la altitud de una nave espacial, mayor es la calidad de la información que recibe y menos demora en la transferencia del material recolectado a la Tierra. La altitud del vuelo de los vehículos espaciales con el paso del tiempo puede variar debido a la resistencia de la atmósfera. Por lo tanto, durante el vuelo de los satélites, es necesario controlarlos para mantener los parámetros básicos de la órbita.

### Órbita sincrónica al Sol
Los satélites casi en órbita polar comúnmente eligen una órbita sincrónica al sol, lo que significa que cada paso orbital sucesivo ocurre a la misma hora del día. Esto puede ser particularmente importante para aplicaciones como la teledetección de la temperatura atmosférica, donde lo más importante para ver puede ser cambios en el tiempo que no se relacionen con los cambios en la hora local. Para mantener la misma hora local en cada paso, el período de tiempo de la órbita debe mantenerse lo más corto posible, esto se logra manteniendo la órbita más baja a la Tierra. Sin embargo, las órbitas muy bajas de unos cientos de kilómetros se desintegran rápidamente debido a la fricción de la atmósfera. Las altitudes habitualmente utilizadas están entre 700 km y 800 km, produciendo un período orbital de aproximadamente 100 minutos. La mitad de la órbita en el lado del Sol toma solo 50 minutos, durante los cuales la hora local del día no varía mucho.
Para conservar la órbita sincrónica al Sol a medida que la Tierra gira alrededor del mismo durante el año, la órbita del satélite debe precesar a la misma velocidad. Esto no es posible si el satélite pasara directamente sobre el polo. Debido a la protuberancia ecuatorial de la Tierra, una órbita inclinada en un ángulo leve está sujeta a un torque que causa precesión; un ángulo de aproximadamente 8 grados desde el polo produce la precesión deseada en una órbita de 100 minutos.